# Dichomeridinae

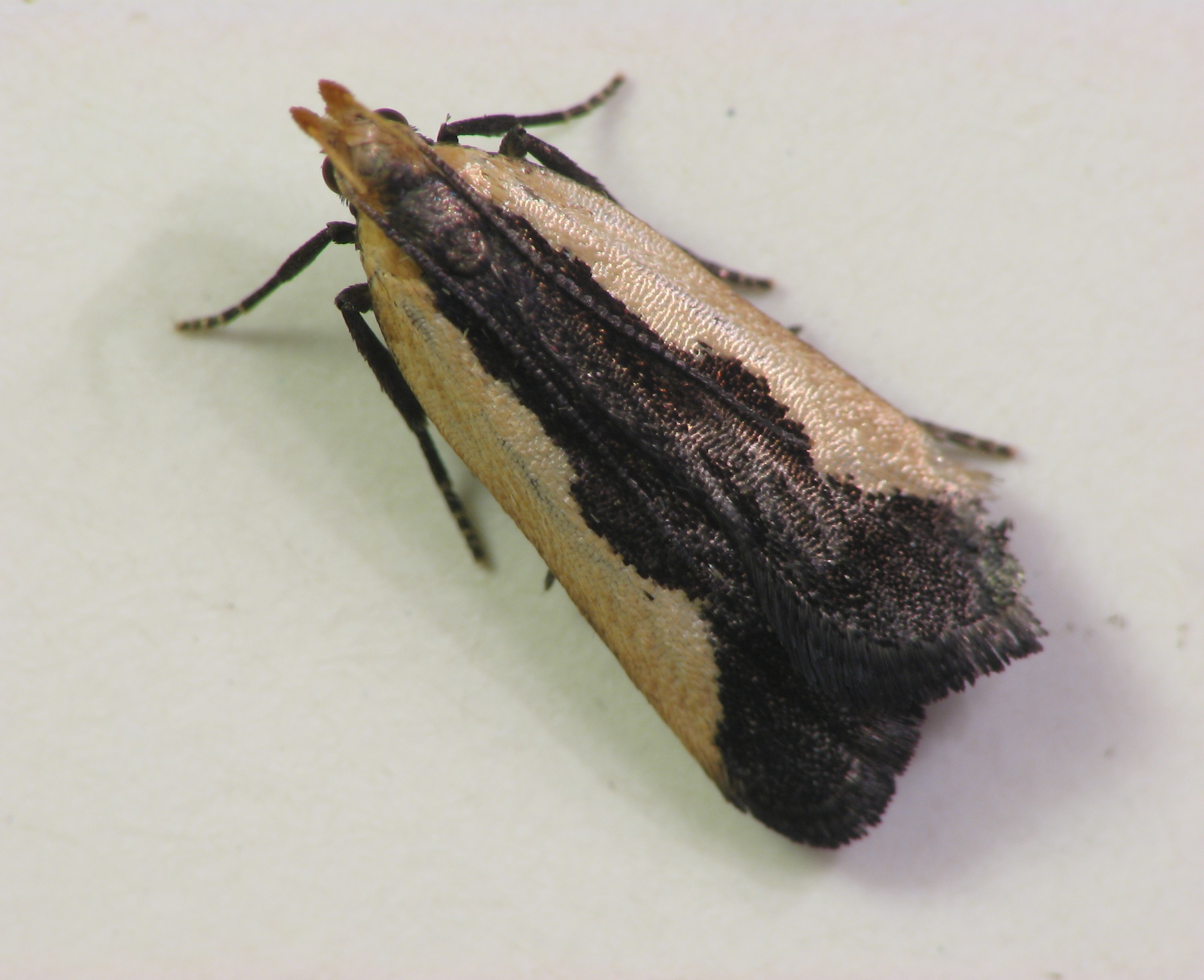
Dichomeris inserrata

Dichomeridinae es una subfamilia de polillas de la familia Gelechiidae.

## Distribución
De distribución mundial, excepto las regiones árticas y antárticas.

## Diversidad
La subfamilia incluye tres tribus y alrededor de 29 géneros con 900 especies. Si bien en 2013 un estudio movió Chelariini a la subfamilia Anacampsinae.

## Taxonomía y sistemática
- Dichomeridini Hampson, 1918
  - Acanthophila
  - Acompsia
  - Anasphaltis
  - Arotria Meyrick, 1904
  - Atasthalistis Meyrick, 1886
  - Besciva Busck, 1914
  - Brachmia
  - Cathegesis Walsingham, 1910
  - Dichomeris
  - Eunebristis Meyrick, 1923
  - Harpagidia Ragonot, 1895
  - Helcystogramma
  - Holaxyra Meyrick, 1913
  - Hylograptis Meyrick, 1910
  - Hyodectis
  - Myconita
  - Onebala Walker, 1864
  - Oxypteryx Rebel, 1911
  - Plocamosaris Meyrick, 1912
  - Rhadinophylla Turner, 1919
  - Sclerocopa Meyrick, 1937
  - Scodes
  - Streniastis
  - Symbolistis
  - Syndesmica (no Gelechiidae?)

## Anteriormente aquí
- Anaptilora (ahora en Autostichidae)
- Capidentalia (=Bagdadia)